# Milan (Illinois)
Milan – wieś w Stanach Zjednoczonych, w stanie Illinois, w hrabstwie Rock Island.